# Franz II. Klein
Franz II. Klein (Franz II. Freiherr Klein von Wisenberg / František II. svobodný pán Klein z Vízmberka) (29. července 1825, Brno – 8. prosince 1882, Vídeň) byl rakouský a moravský podnikatel. Patřil k velkopodnikatelské rodině Kleinů, která se během 19. století významně podílela na výstavbě dopravních komunikací (železnice, mosty) v celé střední Evropě. Kromě podílu v sobotínských železárnách vlastnil několik velkostatků na Moravě (Loučná nad Desnou), Rakousku a Uhrách, patřil mu také Kleinův palác v Brně. V letech 1867–1882 byl též poslancem moravského zemského sněmu a angažoval se také v charitě. Za zásluhy o rozvoj průmyslu byl v roce 1873 povýšen do stavu svobodných pánů. Jeho potomci se několika sňatky spříznili s významnou pražskou rodinou Ringhofferů.

## Životopis

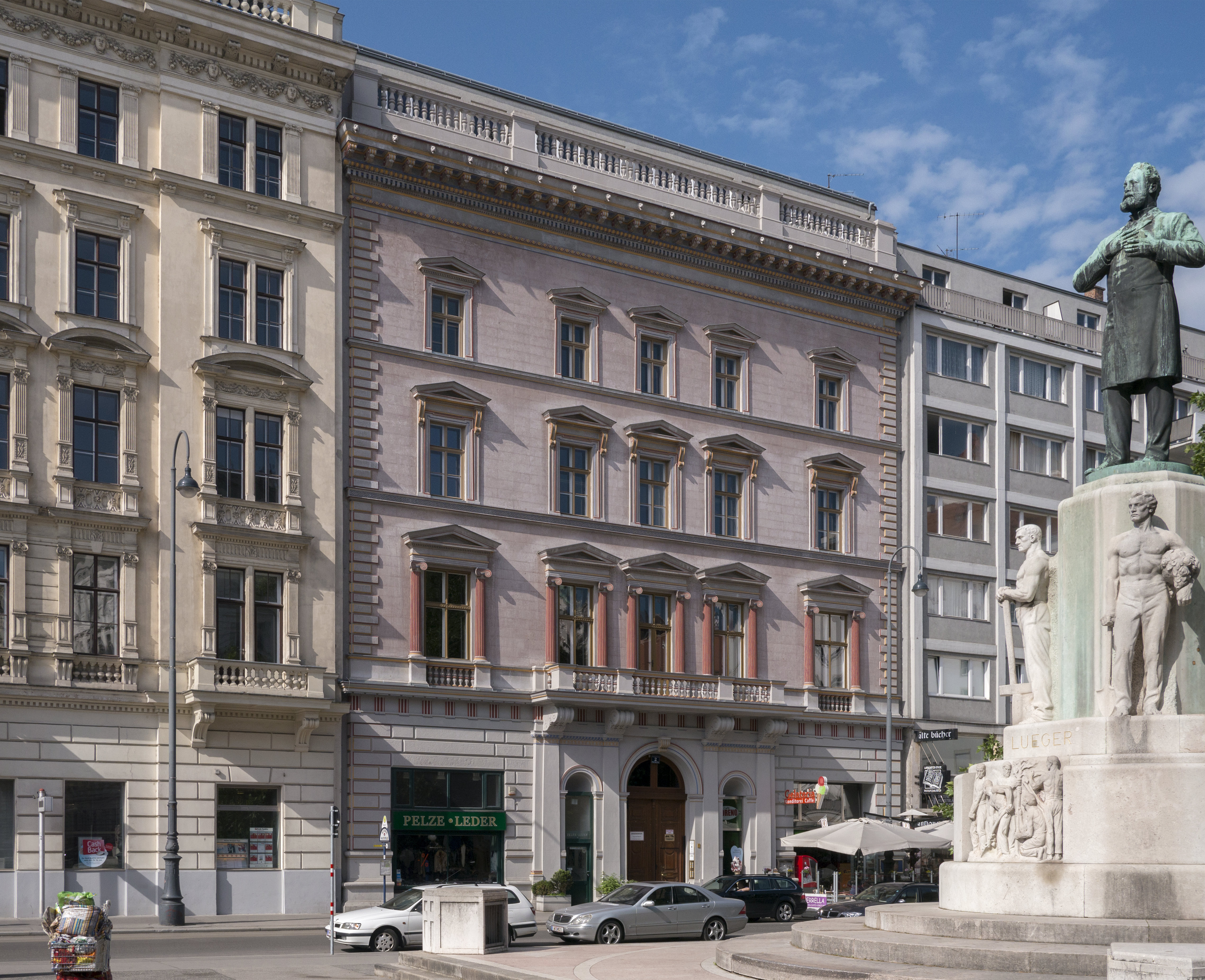
Kleinův palác ve Vídni

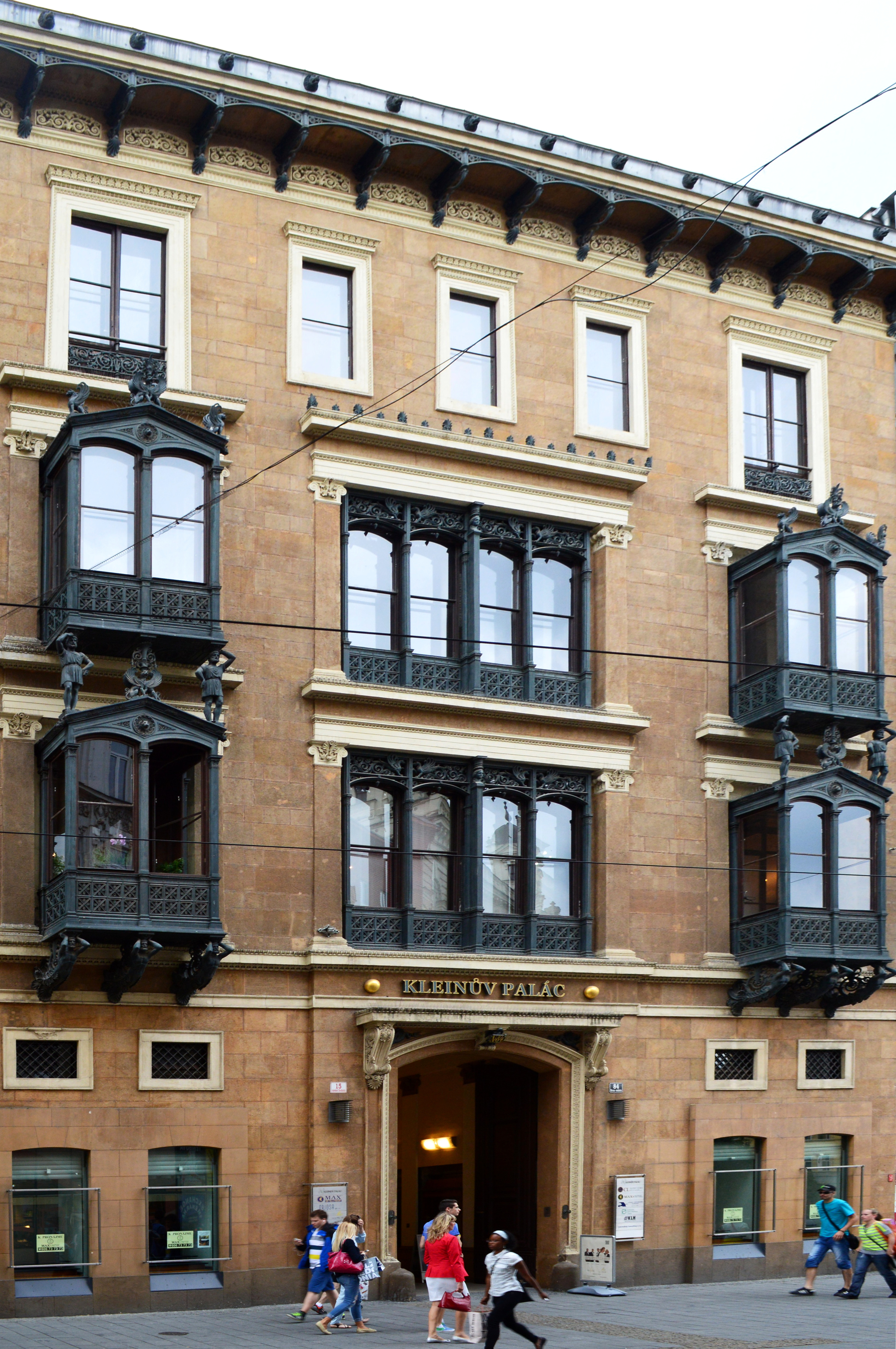
Kleinův palác v Brně

Pocházel z významné podnikatelské rodiny Kleinů, narodil se v Brně jako nejstarší ze tří synů Franze I. Kleina (1800–1855). V Brně absolvoval gymnázium, poté pokračoval ve studiu na polytechnické škole ve Vídni, mezitím se již v mládí zapojil do rodinných podnikatelských aktivit, od roku 1849 se mimo jiné podílel na těžbě uhlí na Oslavansku. Po otcově smrti se jako společník strýce Alberta Kleina (1807–1877) podílel na stavbách železnic na různých místech v Rakouském císařství, jeho samostatnou aktivitou byla stavba České západní dráhy, se svou vlastní firmou realizoval železnici z Aradu do Köröstalu. Se stavbou železnic skončil v roce 1873, nadále se věnoval podnikání jako spolumajitel sobotínských železáren. Železárny v Sobotíně a Štěpánově měly v té době přes 1500 zaměstnanců a vykazovaly vysoký čistý zisk, ale kvůli méně kvalitné železné rudě se začaly potýkat s dravou konkurencí Vítkovických železáren.
Po otci vlastnil Kleinův palác v Brně, který v roce 1880 přenechal sestře Marii Kleinové (1826–1904), provdané za politika a prezidenta Moravské advokátní komory Eduarda Ulricha. Dále spolu se strýcem Albertem vlastnil několik domů ve Vídni, kde rodina sídlila v Kleinově paláci (postavený 1867) na náměstí dr. Karla Luegera. Vedle zděděného panství Loučná nad Desnou koupil v roce 1860 statek Immendorf v Dolním Rakousku a dále pak tři statky v Uhrách.
Kromě rodinného podnikání byl aktivní i ve veřejných funkcích, v letech 1855–1864 byl starostou v Loučné nad Desnou, kde vlastnil velkostatek se zámkem. V roce 1866 byl povýšen do šlechtického stavu a v letech 1867–1882 byl poslancem moravského zemského sněmu, kde ale nijak aktivně nevystupoval. V roce 1872 získal za zásluhy Řád železné koruny a o rok později byl povýšen do stavu svobodných pánů. V této době na vlastní náklady nechal postavit kostel sv. Barbory ve Štěpánově, kde vlastnil železárny. Kromě toho byl aktivní také v charitě, především v Brně, dále pomáhal financovat vznik několika veřejných staveb ve Vídni.
Zemřel ve Vídni a původně byl pohřben na starém hřbitově v Brně, který byl krátce poté zrušen (1883). Ostatky byly později převezeny do nově zřízené rodové hrobky v Loučné nad Desnou.

## Rodina

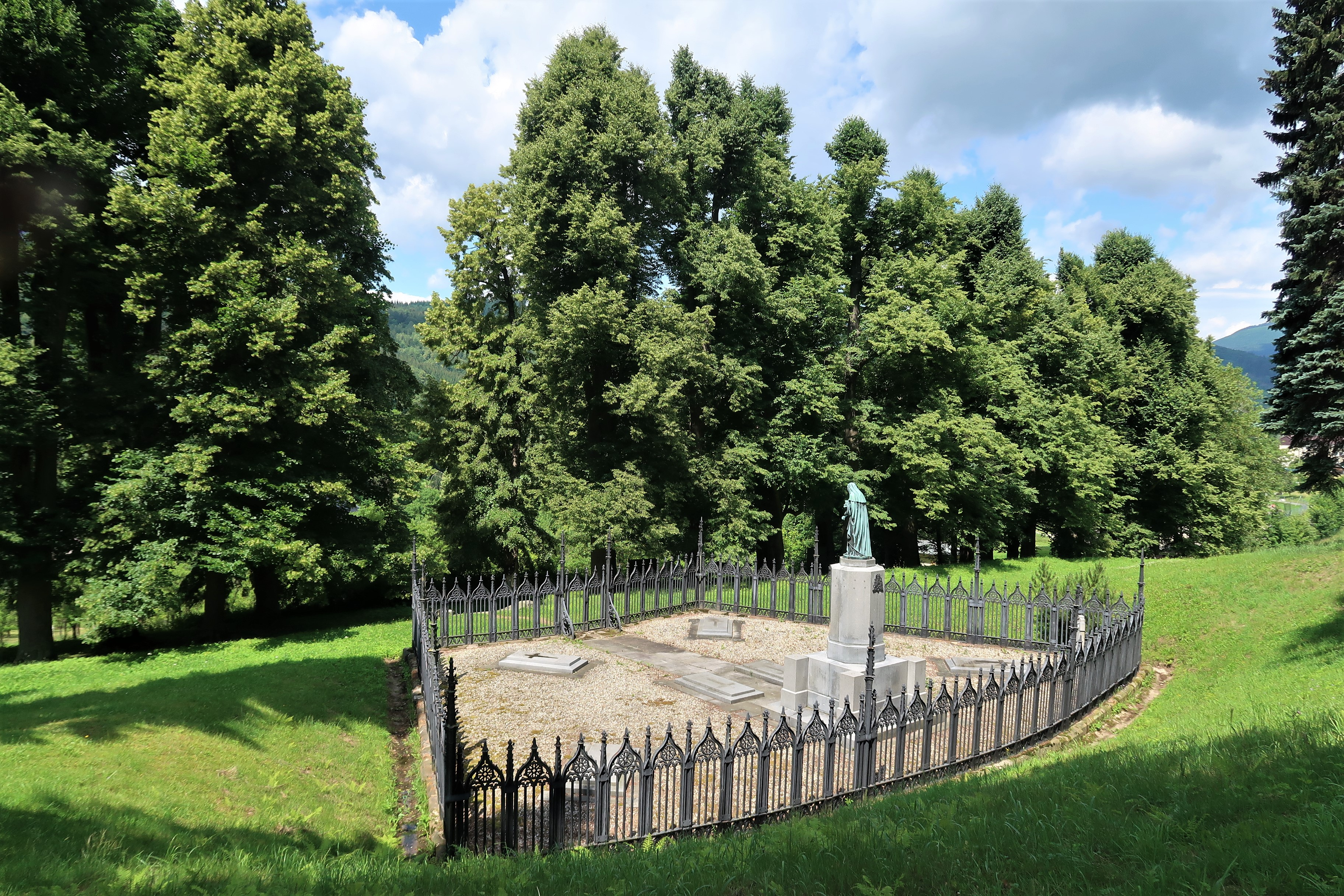
Rodová hrobka v Loučné nad Desnou

V roce 1849 se ve Vídni oženil s Leopoldinou Hauptmannovou (1827–1886), dcerou vídeňského hoteliéra Johanna Hauptmanna. Měli spolu devět dětí, z nichž dvě zemřely v dětství. Hned čtyři potomci se sňatky spříznili s významnou pražskou rodinou Ringhofferů. Do rodiny Ringhofferů se provdaly dcery Fanny (1853–1940), Frederika (1855–1936) a Marie (1858–1951). Dědicem velkostatku Loučná a podílů ve firmě byl nejstarší syn Franz III. Klein (1851–1930), který se oženil s Emmou Ringhofferovou (1858–1947). Další syn Alfred (1856–1918) podnikal na jižní Moravě v cukrovarnictví a vlastnil statek v Rakousku. Nejmladší syn Rudolf (1865–1930) působil ve státních službách jako okresní hejtman ve Valašském Meziříčí a ve Šternberku, byl zetěm rakouského předsedy vlády Paula Gautsche.
- 1. Leopoldina (22. 11. 1849, Vídeň – 27. 12. 1863)
- 2. Franz III. (29. 5. 1851, Schottwien – 6. 1. 1930, Loučná nad Desnou), manž. 1878 Emílie Ringhofferová (6. 2. 1858, Praha – 1. 12. 1947, Šumperk)
- 3. Františka (29. 8. 1853, Postojna – 29. 6. 1940, Praha), manž. 1871 František Ringhoffer III. (22. 11. 1844, Praha – 23. 7. 1909, Bad Kissingen), podnikatel a poslanec Českého zemského sněmu
- 4. Frederika (31. 3. 1855, Postojna – 18. 1. 1936, Praha), manž. 1875 Emanuel Ringhoffer (7. 3. 1848, Praha – 17. 8. 1923, Kamenice), vysokoškolský pedagog, autor učebnic z oblasti stavebnictví[6]
- 5. Alfréd (1. 5. 1856, Brno – 8. 6. 1918, Vídeň), majitel statku Grünbichl, v roce 1898 vstoupil jako komanditista do firmy Drnowitzer Zuckerfabrik ve Vyškově s vkladem 40 000 zlatých, v roce 1916 byl jeho vklad 131 000 Korun[7], předseda Lawn-Tennis-Clubu v Brně, manž. 1883 Eugenie Bochnerová ze Strážiska (22. 10. 1861, Brno – 25. 5. 1937, Vídeň)
- 6. Marie (26. 2. 1858, Vídeň – 3. 3. 1951, Golling an der Salzach, Salcbursko), I. manž. 1881 Karel svob. pán Ludwig (30. 8. 1836 – 16. 3. 1906), II. manž. 1908 Viktor Ringhoffer (7. 9. 1854, Kamenice – 25. 7. 1922, Lojovice)
- 7. Žofie (20. 4. 1859, Brno – 24. 10. 1861, Loučná nad Desnou)
- 8. Rudolf (1. 6. 1865, Vídeň – 6. 12. 1930, Berlín), manž. 1897 Helena Gautsch von Frankenthurn (29. 11. 1877 – ?)
- 9. Leopoldina (15. 12. 1866, Vídeň – 1938), manž. 1888 Ottokar von Streeruwitz (29. 12. 1859 – 3. 4. 1927), neznámo, kdy se rozvedli